# Tiro con l'arco ai Giochi della IV Olimpiade
Le prove di tiro con l'arco ai Giochi della IV Olimpiade si sono svolte dal 17 al 18 luglio allo Stadio di White City di Londra. 
Il programma prevedeva 3 eventi, 2 maschili e 1 femminile, con 57 arcieri (32 uomini e 25 donne) da 3 nazioni, organizzati dalla Royal Toxophilite Society
Il 17 e il 18 luglio si svolsero il York Round maschile e il doppio round nazionale femminile, nello York round prevalsero gli atleti britannici, l'unico non britannico fra i primi 15 era lo statunitense John Penrose (medaglia di bronzo). I due giorni di competizioni furono caratterizzati da condizioni meteorologiche pessime che portarono a numerose interruzioni delle gare, il primo giorno piovve a dirotto e il secondo giorno un vento molto forte condizionò la precisione degli arcieri.

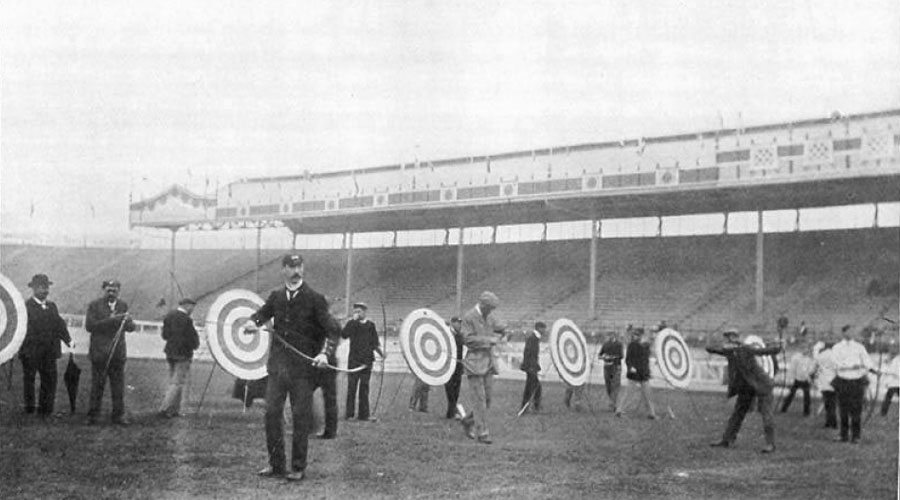
Arcieri in gara il 17 luglio

I partecipanti dell'Europa continentale ebbero difficoltà ad adeguarsi alle complesse regole della federazione britannica e al sistema non metrico di misurazione delle distanze, i francesi chiesero e ottennero che venisse disputata una gara utilizzando anche il sistema metrico e il 20 luglio venne effettuato il Continental Round nel quale ai primi sei posti si piazzarono dei francesi.
Il National Round femminile vide l'esclusiva partecipazione di atlete britanniche e assunse il carattere di una competizione nazionale.

## Podio
| Evento                                     | Oro           | Perform. | Argento              | Perform. | Bronzo             | Perform. |
| Double York Round maschile (dettagli)      | William Dod   | 815      | Reginald Brooks-King | 768      | Henry Richardson   | 760      |
| Continental Style maschile (dettagli)      | Eugène Grisot | 263      | Louis Vernet         | 256      | Gustave Cabaret    | 255      |
| Double National Round femminile (dettagli) | Sybil Newall  | 688      | Lottie Dod           | 642      | Beatrice Hill-Lowe | 618      |

## Medagliere
| Pos.   | Paese       | Oro | Argento | Bronzo | Totale |
| ------ | ----------- | --- | ------- | ------ | ------ |
| 1      | Regno Unito | 2   | 2       | 1      | 5      |
| 2      | Francia     | 1   | 1       | 1      | 3      |
| 3      | Stati Uniti | 0   | 0       | 1      | 1      |
| Totale | Totale      | 3   | 3       | 3      | 9      |